# Partido Conservador de Nicaragua
Die Partido Conservador de Nicaragua (PCN) ist eine konservative politische Partei in Nicaragua.

## Partido Legitimista
Ihre Vorgänger Partei, die Partido Legitimista (PL), war die älteste Partei in Nicaragua.
Sie wurde um 1821 mit der Unabhängigkeit des Capitanats Guatemalas von Spanien in Granada unter anderem von Pedro José Chamorro Argüello (1782–1824), dem Vater von Fruto Chamorro Pérez, gegründet. Wie bei fast allen lateinamerikanischen Staaten gab es in Nicaragua einen Konflikt zwischen konservativen Unabhängigkeitsgewinnern, die Oligarchen, welche als vormalige Beamte der Krone, sich die von ihnen verwalteten Latifundien angeeignet hatten, dem Klerus und andererseits dynamische Kapitalisten, welche die fortbestehenden Privilegien abschaffen wollten. Die Latifundisten und der Klerus organisierte sich in der Partido Legitimista, während die Kaufleute die Partido Democrático bildeten. Die teilweise militärisch ausgetragenen Konflikte hielten sich weitgehend an die Dichotomie liberal-konservativ und nicht an die heute bestehenden Staatsgrenzen. Von 1827 bis 1857 wurden diese Konflikte mit unterschiedlicher Intensität bewaffnet ausgetragen.

## Partido Republicano
1844 wurde León im Guerra de Malespín von Truppen aus El Salvador unter dem konservativen Francisco Malespín und Granda angegriffen. Sandoval unterzeichnete einen Friedensvertrag mit den Regierungen von Honduras und El Salvador. Die Partido Legitimista verbündete sich mit salvadorianischen und honduranischen Truppen zur Partido Republicano und machten José León Sandoval zum Supremo Director.
Dieser nutzte das zweijährige Mandat von 1845 bis 1847 und verlegte den Regierungssitz von der Hochburg der Partido Democrático, León, in die Hochburg der Partido Republicano, Granada. Die Partido Democrático bildete daraufhin in León eine Gegenregierung und schloss im Oktober 1854 mit dem US-Militärdienstleister Byron Cole einen Contract über die Lieferung von 200 Männern, welche im Juni 1855 von William Walker angeführt kamen. Unter José Dolores Estrada Vado wurden die Söldner im Guerra Nacional am 14. September 1856 geschlagen, anschließend war die Partido Democrático politisch tot.

## Partido Conservador de Nicaragua
Von 1857 bis 1893 war die Partido Conservador de Nicaragua Staatspartei. Innerhalb der Partido Conservador de Nicaragua bekämpften die Progresistas die Iglesieros. Der Progresista Joaquín Zavala ließ 1881 die Jesuiten aus Nicaragua deportieren und ließ Ejidos enteignen was zum Cañadaaufstand führte. Das Ende der Herrschaft der Partido Conservador de Nicaragua 1893 wurde durch einen Aufstand der Progresista Strömung unter Joaquín Zavala eingeläutet und José Santos Zelaya nutzte konsequent die Gelegenheit und übernahm die Macht mit der Partido Liberal. Am 1. Januar 1917 wurde der Vorsitzende der Partido Conservador de Nicaragua, Emiliano Chamorro Vargas im Fahrwasser der US-Militärintervention in Nicaragua 1909–1925 Präsident.

## Partido Conservador Republicano
1918 wurde Bartolomé Martínez González bei Parteiwahlen der Partido Conservador zum Vizepräsidenten für die Kandidatur von Diego Manuel Chamorro Bolaños gewählt.
Diego Manuel Chamorro wurde 1920 gewählt und mit ihm trat Martínez sein Amt als Vizepräsident am 1. Januar 1921 an. Nach Diego Manuel Chamorros Tod am 12. Oktober 1923, wurde er entsprechend der Verfassung Präsident. Ein Pakt zwischen konservativen und liberalen brachte Martinez mit dem Parteivorsitzenden der Partido Conservador, Emiliano Chamorro Vargas in Konflikt. Bartolomé brach mit dem Vorsitzenden der Partido Conservador, Chamorro Vargas und gründete die Partido Conservador Republicano. Der Präsidentschaftskandidat der Partido Conservador Republicano José Carlos Solórzano Gutiérrez wurde bei den Wahlen 1925 zum Präsidenten gewählt. Chamorro Vargas kandidierte auch, errang aber nicht die Stimmenmehrheit.

## Pacto de los Generales
Die US-Militärintervention in Nicaragua 1926–1933 brachte den Somoza-Clan an die Macht. 
Der Vorsitzende der Partido Conservador Emiliano Chamorro Vargas wurde vom Somoza-Clan als Botschafter in eine Reihe europäischer Staaten geschickt. Entsprechend der Geschichte der Partido Conservador war er ihr Vorsitzender im Exil. 1950 arrangierten sich er und die Partido Conservador im Pacto de los Generales mit dem Regime von Anastasio Somoza García. Der Oligarchie der Partido Conservador wurden vom Somoza-Clan eine bestimmte Anzahl von Sitzen in beiden gesetzgebenden Kammern zugesagt.

## Oppositionspartei zum Somozismus
1966 war die Partido Conservador de Nicaragua eine maßgebliche Partei des Bündnisses aus fünf Oppositionsparteien, der Unión Nacional Opositora (1966) (UNO), gegen die Diktatur des Somoza-Clans. Die Partei stellte auch den Kandidaten des Bündnisses, Fernando Agüero Rocha, der gegen Anastasio Somoza Debayle antrat.
Pedro Chamorro, Herausgeber der Zeitung La Prensa, war Koordinator der UNO und machte die Öffentlichkeitsarbeit. Am 22. Januar 1967 fand das Massaker auf der Avenida Roosevelt statt.
Pedro Chamorro wurde bis zum 4. März 1967 eingesperrt. Am 28. März 1971 unterschrieb Agüero einen Pakt mit Somoza im Teatro Rubén Darío, er wurde vom 1. Mai 1972 bis zum 1. Dezember 1974 Mitglied in der Junta Nacional de Gobierno (JNG) und erlaubte die Wiederwahl von Anastasio Somoza Debayle zum Präsidenten, weshalb er in seiner Partido Conservador de Nicaragua als Verräter angesehen wird.
Als Pedro Chamorro von der Regierung Jimmy Carter als zukünftiger Präsident Nicaraguas erwogen wurde, ließ Anastasio Somoza Debayle ihn – der mit ihm das Instituto Pedagógico La Salle de Managua besucht hatte – am 10. Januar 1978 ermorden.
An den Wahlen 1990 nahm die Partido Conservador de Nicaragua teil. Die Präsidentschaftskandidatin der Unión Nacional Opositora (1989), eines Wahlbündnisses, war Violeta Barrios de Chamorro von der Partido Conservador de Nicaragua, welche gewählt wurde. Bei den Parlamentswahlen erhielt die Partido Conservador de Nicaragua nach der FSLN und der PLC die meisten Stimmen.
Bei den Parlamentswahlen am 4. November 2001 erhielt die Partido Conservador de Nicaragua zwei Prozent der Stimmen, die zwei der 90 Sitze im Parlament entsprachen. Der Präsidentschaftskandidat erhielt ein Prozent der Stimmen. Durch Daniel Ortegas Hinwendung zu Miguel Obando Bravo verlor die Partido Conservador de Nicaragua ihr Alleinstellungsmerkmal als klerikale Partei. Am 11. Juni 2008 hat der oberste Wahlrat dem Movimiento de Renovación Sandinista und der Partido Conservador de Nicaragua die Eigenschaft einer Juristischen Person aberkannt.